# Torontálalmás
Torontálalmás (szerbül Јабука / Jabuka, németül Apfeldorf, románul Iabuca) település Szerbiában, a Vajdaságban, a Dél-bánsági körzetben, Pancsova községben.

## Története
E területen már a történelem előtti időkben volt emberi település. A település fejlődése két periódusra oszlik, az egyik a Vinča kultúrához, a másik pedig a Starčevo kultúrához tartozik.
Az első írott emlék a településről az 1385-ös évre tehető fel. A 16. század végére a Délnyugat-Bánát területe a Duna közelében ingoványos és erdős lett. Pancsova és Kevevára városának kivételével semmilyen más település nem volt a környéken.
A modern falut a 17-18. század fordulóján szerb halászok alapították. Egy nagy almafát találtak, így nevezték el a falut Jabukának („Almásnak”). A 18. század első felében a falunak mintegy 15 háza volt. A Török Birodalommal 1726-ban megkötött békét követően a Lotaringiából származó Claudius Florimund Mercy gróf a Katonai Határőrvidék szervezetének ellenőrzése alá helyezte. Torontálalmás élakóit az Ópáva–Pancsova határőrezred (Grenzbezirkshauptmannschaft) kötelékébe rendelte.

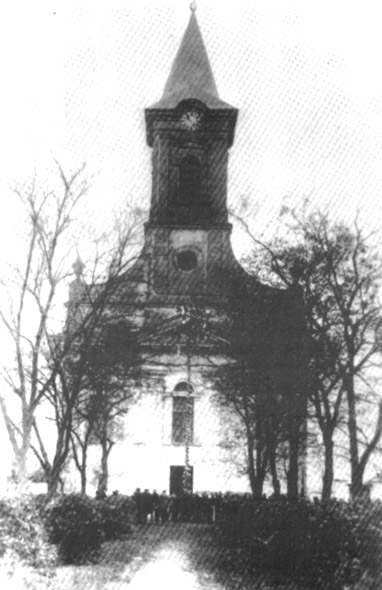
Az 1959-ben lerombolt római katolikus templom

Az 1733-as összeírás 19 szerb családot talált a faluban. Néhány telepes Macedóniából származott és - egyes vélemények szerint - néhány Romániából vagy Bulgáriából. A hagyományos nevek ugyanis, mint Stoikov, Stepan, Pavao vagy Damian nem utalnak meggyőzően szerb eredetre, vélhetően bolgár vagy horvát eredetűek voltak. Szerb etnográfusok éppen ezért nem szerb, hanem szláv benépesülésről beszélnek. A 18. század közepén 60 ház volt a faluban és ez alatt az idő alatt lakói valószínűleg szerbek voltak.
A kevés számú szerb határőr nem volt elegendő a feladatra, így a határőrség parancsnoka, Engelshofer gróf, 1755-56-ban erősítést hívott Németországból a határ menti településekre (Torontálalmás, Galagonyás, Szekerény és Ópáva) a janicsárfelkelés alatt. A német lakosság 1764-től kezdett itt letelepedni, a magyar 1766-tól. Ugyanebben az évben néhány szerb lakos elhagyta a falut és Cserépalján és Dolován telepedett le. A Jabukának nevezett régi falut 1770. körül lerombolták.
Az új települést 11 km-re Pancsovától északra, a Temes bal partján alapították 1772-74-ben, a lerombolt régi Jabuka helyének közelében. 1774-ben a falu lakossága 84 családot számlált, és ettől az időtől kezdve települtek románok a faluba. 1789-ben sok szerb elhagyta a falut és Szekerényen telepedett le.
A katolikus templom alapkőletétele 1833. november 14-én volt, felváltva a düledező régi templomot. 1901-ben a románok megalapították a maguk ortodox templomát, melyet Szent Demeter tiszteletére szenteltek.
1910-ben  3368 lakosából 88 fő magyar, 2813 fő német, 394 fő román, 8 fő horvát, 12 fő szerb anyanyelvű volt. Ebből 2856 fő római katolikus, 7 fő református, 42 fő ág. hitv. evangélikus, 406 fő görögkeleti ortodox, 4 fő izraelita vallású volt. A lakosok közül 2217 fő tudott írni és olvasni, 563 lakos tudott magyarul.
A trianoni békeszerződésig Torontál vármegye Pancsovai járásához tartozott.
1921-ben a falu népessége 3265 lakost számlált, melyből 2918 német, 348 román, 73 magyar 20 szerb és horvát 2 szlovén, 2 orosz és 1 angol nemzetiségű volt.
A második világháború alatt a falu a tengely megszállása alatt állt. 1941-44 között nem messze a településtől egy stratiste nevezetű helyen a német csapatok több mint 10 000 embert (szerbeket, zsidókat és cigányokat) öltek meg, akik közül a legtöbbet a Belgrád közeli Sajmište-i koncentrációs táborból hoztak. Ugyanezen a helyen a német hadsereg egy kemencét is működtetett az elégetésükre. 1945-ben az áldozatok emlékére emlékoszlopot emeltek, később pedig egy emlékházat is létesítettek.
A tengelyhatalmak veresége után, 1944-ben a német lakosság egy része - a német csapatokkal együtt - elhagyta a területet. A település megmaradt német lakosságát a rezsőházai börtöntáborba küldték, mely 1948-ig állt fenn. Sok német halt meg ebben a táborban a nélkülözés, hideg és betegségek következtében. Sokat lelőttek vagy megkínoztak. A börtöntáborok feloszlatása után, 1948-ban a megmaradt német lakosság gazdasági okok miatt elhagyta Jugoszláviát.
A második világháború után a falu Jugoszlávia minden részéből érkezett délszláv lakossággal népesült be. A legtöbb telepes Macedóniából jött. Az 571 macedón család legtöbbje Kriva Palankáról jött. Az 1961-es népszámlálás szerint a falu népessége 5245 lakost számlált, akik közül 3471 macedón, 1303 szerb, 74 magyar 33 horvát, 16 montenegrói volt. Az 1971-es népszámlálás szerint a macedónok a falu lakosságának 61,48%-át foglalták magukba.

## Népesség
A 18. század első felében a települést szerbek népesítették be, beleértve néhány macedónt is. 1772. és 1944. között legfőképpen németek népesítették be és néhány román élt még itt. A második világháború után macedónok, szerbek és mások települtek be a faluba. A falu manapság szerb etnikai túlsúllyal jellemezhető. Népessége 6312 (a 2002-es népszámlálás adatai alapján). A szerbek mellett - akiknek a száma 3224 fő - a falu jelentős macedón kisebbséggel rendelkezik (2054 fő). A macedónok hivatalosan elismert kisebbségi népesség Torontálalmáson. Más etnikai csoportok tagjai is megtalálhatóak a faluban, de csak 10-20 német származású maradt a faluban napjainkban.

### Demográfiai változások
| 1948 | 1953 | 1961 | 1971 | 1981 | 1991 | 2002 | 2011 |
| ---- | ---- | ---- | ---- | ---- | ---- | ---- | ---- |
| 4392 | 4623 | 5245 | 5453 | 6453 | 6598 | 6312 | 6181 |

## Sport
A falu futballcsapata az OFK Jugoslavija, melyet 1936-ban alapítottak SFJ (Sodafabrik Jabuka) néven, mely nevét OFK-ra változtatta 1950-ben. 1959-től Jabuka elnevezésű kézilabda csapata is van a falunak.

## Galéria

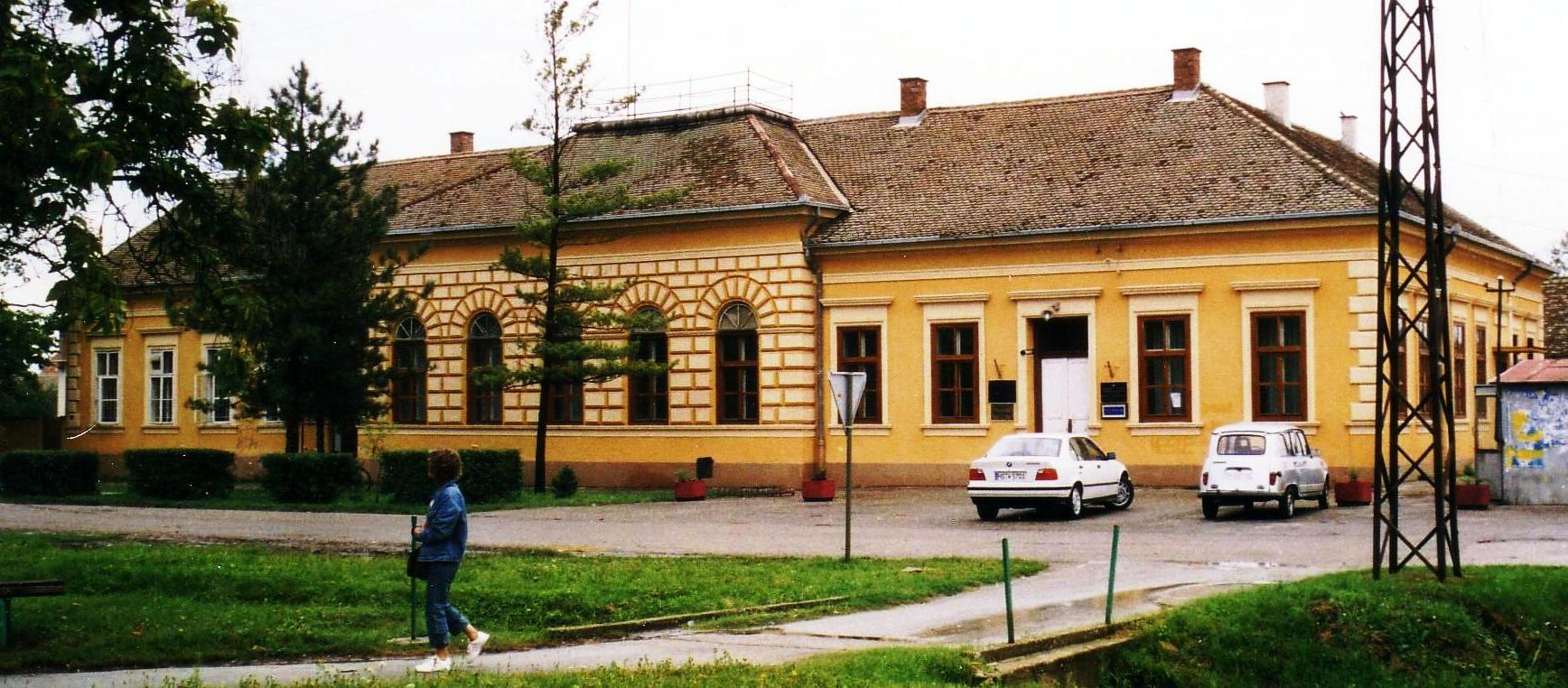
Az 1901-ben épült községháza
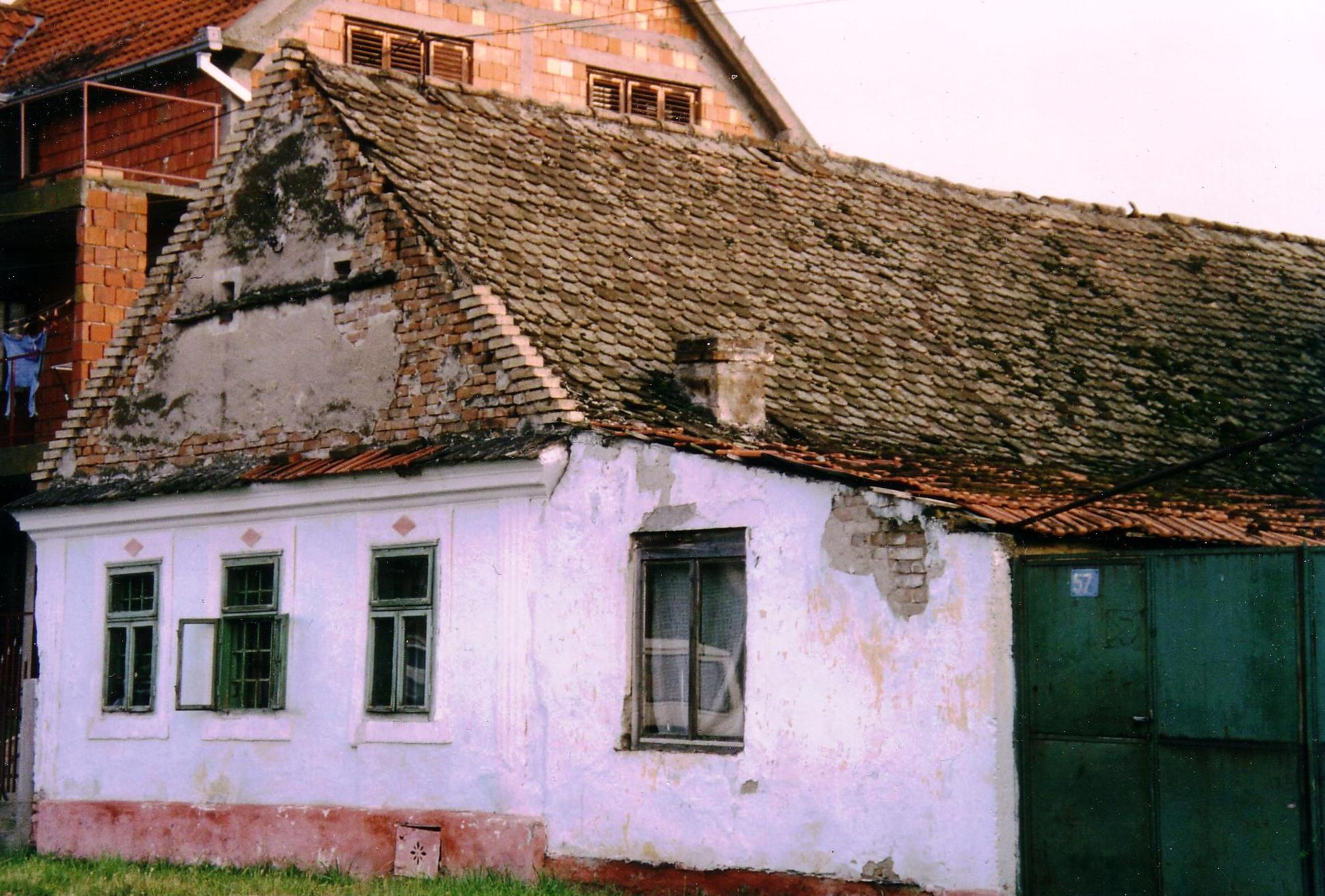
Régi ház a faluban
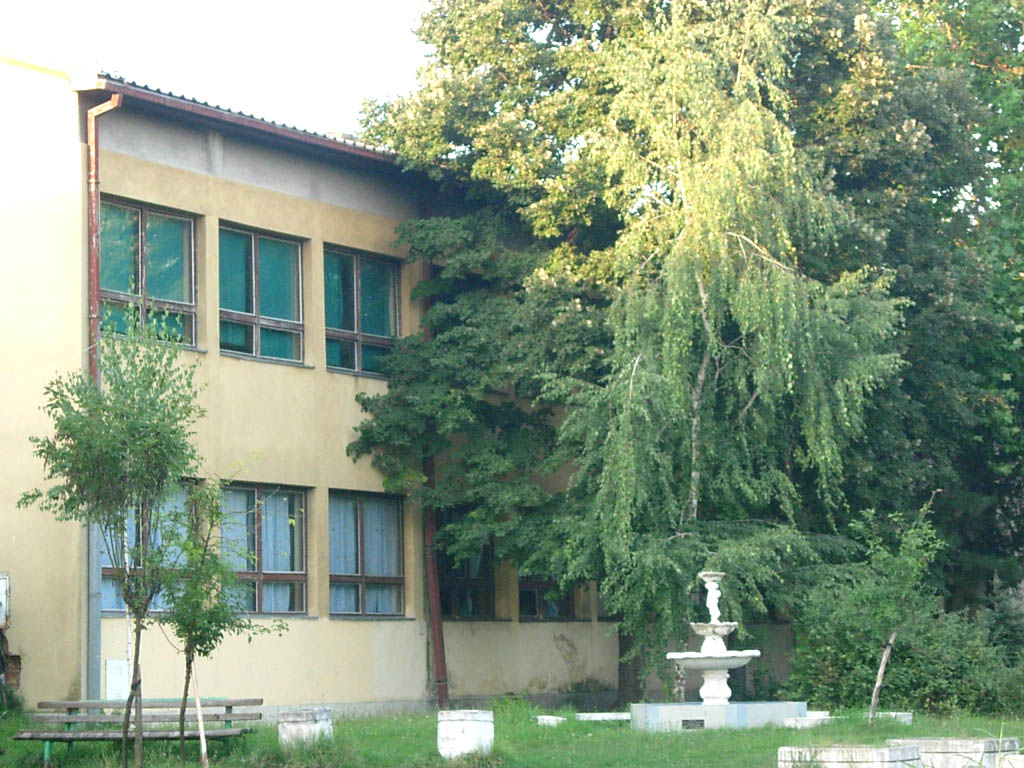
A régi katolikus templom helyén álló épület
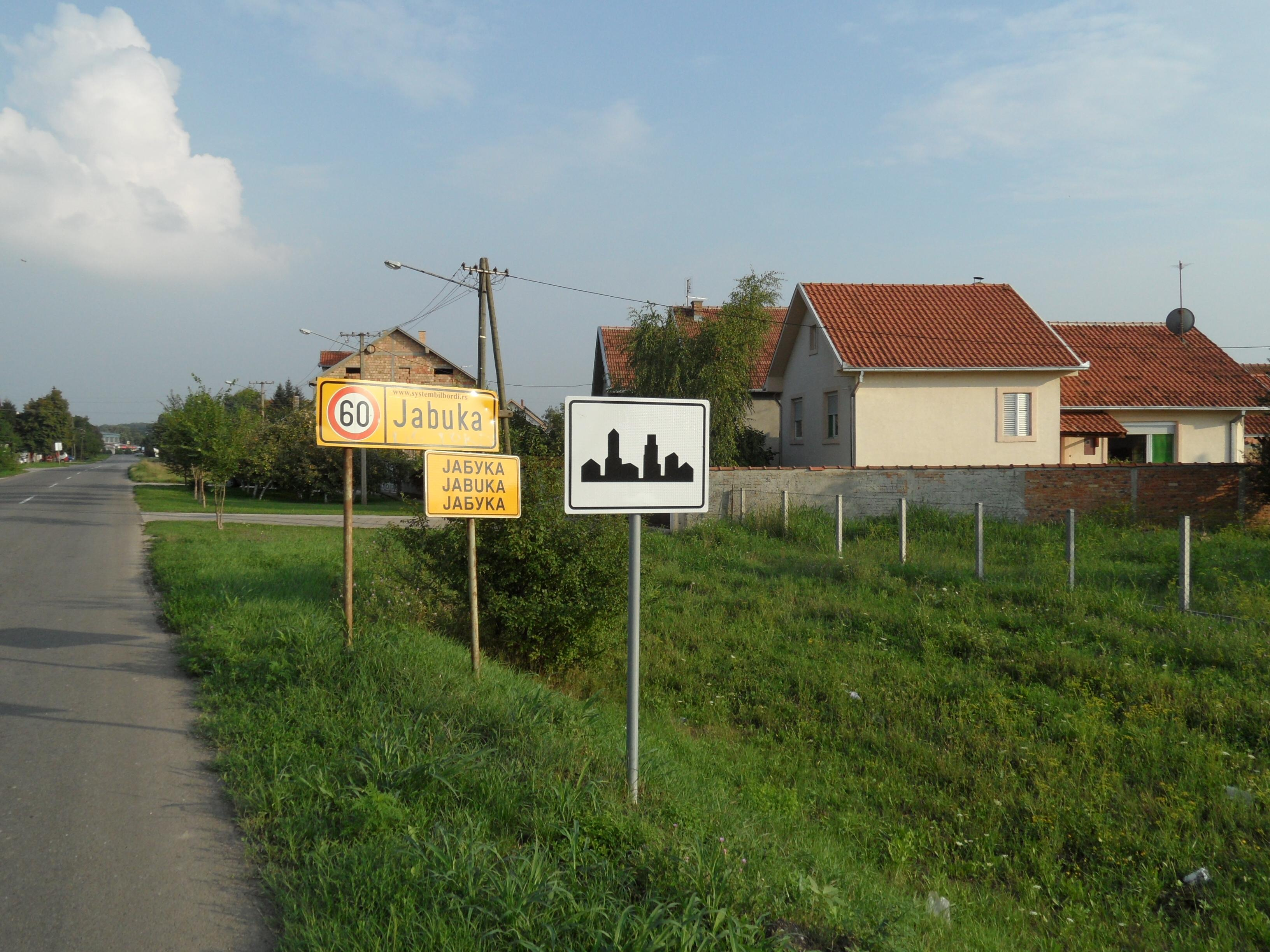
A település bejárata
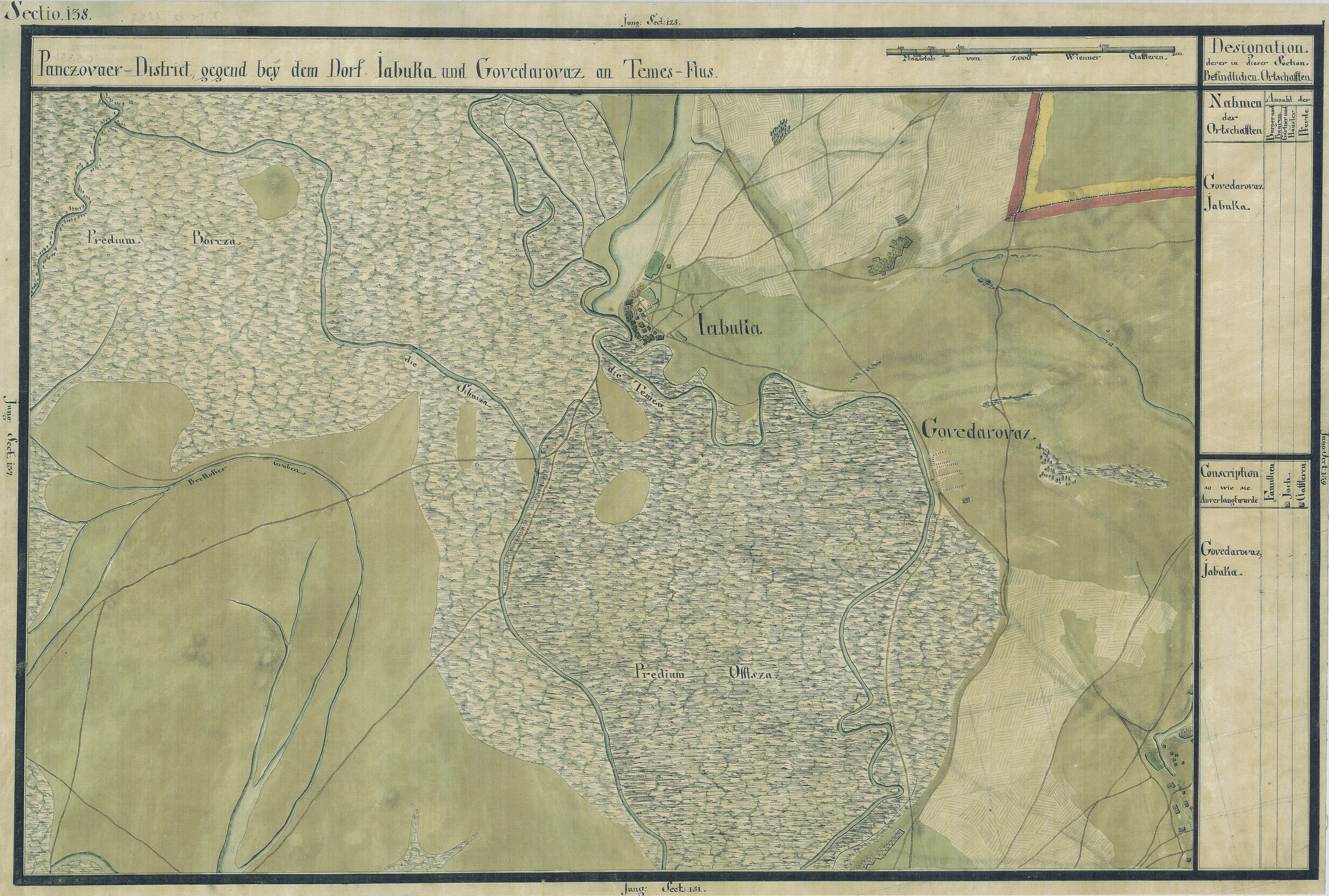
Torontálalmás környéke 1769-72 között

## Fordítás
- Ez a szócikk részben vagy egészben  a   Jabuka című angol Wikipédia-szócikk fordításán alapul.  Az eredeti cikk szerkesztőit annak laptörténete sorolja fel. Ez a jelzés csupán a megfogalmazás eredetét és a szerzői jogokat jelzi, nem szolgál a cikkben szereplő információk forrásmegjelöléseként.
- Ez a szócikk részben vagy egészben  a   Jabuka (Vojvodina) című német Wikipédia-szócikk fordításán alapul.  Az eredeti cikk szerkesztőit annak laptörténete sorolja fel. Ez a jelzés csupán a megfogalmazás eredetét és a szerzői jogokat jelzi, nem szolgál a cikkben szereplő információk forrásmegjelöléseként.